# Vol Millon Air 406
Le 22 octobre 1996, le vol Millon Air 406, un vol cargo international reliant Manta, en Équateur, à Miami, en Floride, assuré par un Boeing 707 de la compagnie américaine Millon Air, s'est écrasé dans une zone résidentielle, peu après le décollage de l'aéroport Eloy Alfaro de Manta, tuant les quatre membres d'équipage à bord et 30 autres personnes au sol, et faisant également 50 blessés au sol.

## Avion

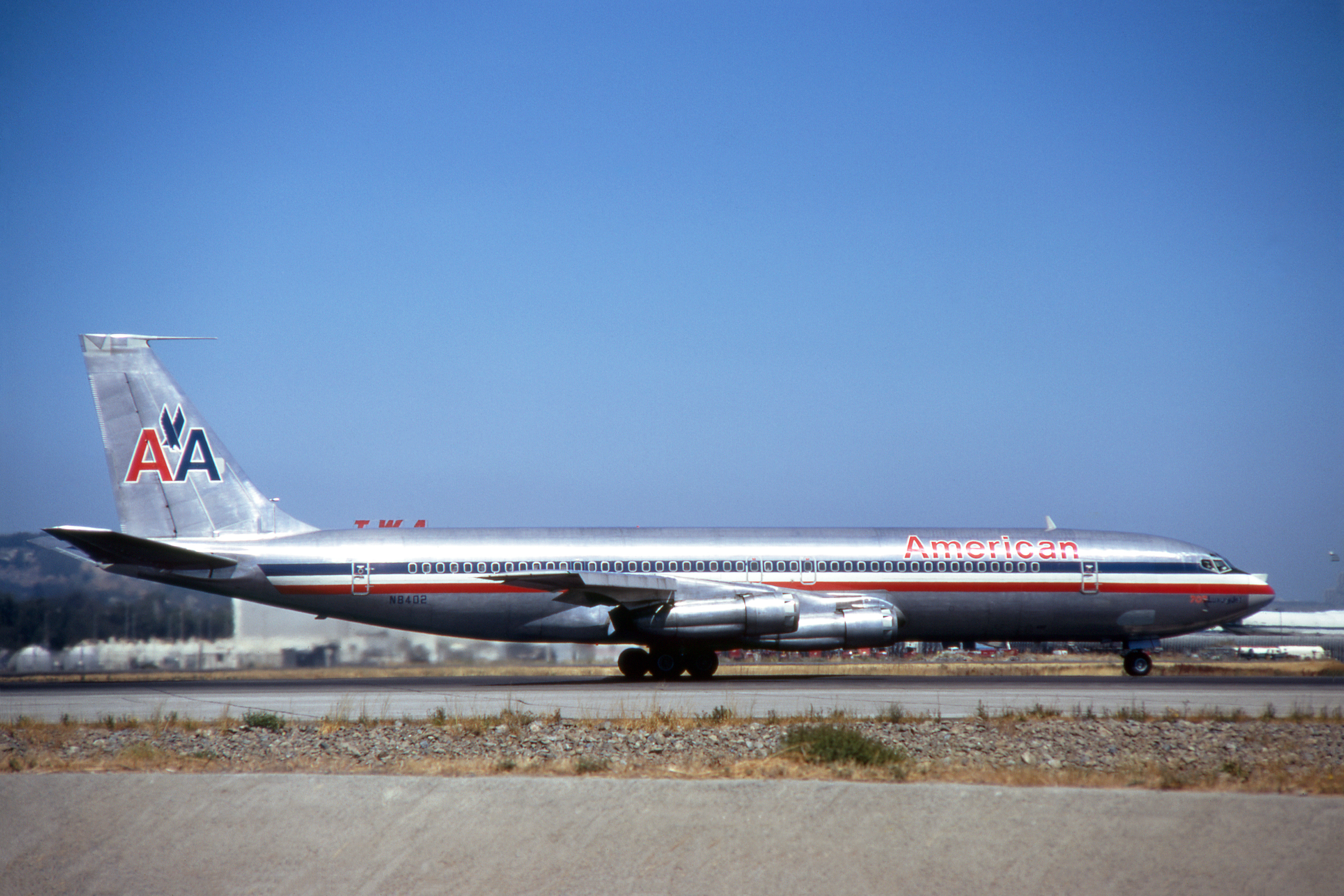
L'appareil impliqué dans l'accident, ici en 1971, alors qu'il opérait pour American Airlines.

L'appareil impliqué dans l'accident, un Boeing 707-323C immatriculé N751MA, a été construit en 1967 (numéro de série 19582) et a été livré à American Airlines le 27 octobre de cette année. Il a ensuite été vendu à Millon Air en octobre 1989. 
Cet avion a été impliqué dans au moins deux incidents précédents. Le premier s’est produit en 1995, lorsqu’un des moteurs est tombé en panne 35 minutes après le décollage. Le second s'est produit le 22 février 1996, soit huit mois avant l'accident, à la suite d'une perte de fluide hydraulique alors qu'il était en route depuis Manaus, au Brésil, à destination de Miami. L'avion a alors dû atterrir à l'aéroport international de Miami avec son train d'atterrissage avant rentré. 
Selon les dossiers de la Federal Aviation Administration (FAA), cet appareil était en mauvais état, avec de nombreux problèmes liés à la corrosion et à la fatigue du métal.

## Accident
À 21h44, le vol 406 a décollé de la piste 23 de l'aéroport Eloy Alfaro de Manta, avec une cargaison composée notamment de fleurs et de poissons congelés. L'équipage est composé du commandant de bord Erwin Roedenbeck, qui travaille pour Millon Air depuis trois ans et est également qualifié en tant qu'instructeur de vol, ainsi que du copilote Hendrick Ripoll et du mécanicien navigant Ernesto Enciso. Un superviseur du fret était également présent à bord. 
Quelques minutes après le décollage, l'avion a rapidement perdu de l'altitude et a percuté le clocher de l'église catholique La Dolorosa, puis il s'est ensuite écrasé dans une zone résidentielle proche de l'aéroport et a explosé à l'impact, éparpillant des débris en feu sur des dizaines de maisons aux alentours. 
Le crash a tué sur le coup les quatre personnes à bord de l'appareil, ainsi que 30 personnes au sol. On dénombre également au moins 50 personnes blessées au sol.

## Enquête
L'Autorité de l'aviation civile de l'Équateur a enquêté sur l'accident, avec l'aide du conseil national de la sécurité des transports (NTSB), de la Federal Aviation Administration (FAA), de Boeing et de Pratt & Whitney. Les enquêteurs ont finalement déterminé que la cause principale de l'accident est une panne moteur survenue peu après le décollage, qui a conduit à la perte de contrôle et au crash de l'avion.
L'enquête révèle également que la compagnie Millon Air, basée à Miami, a connu, dans le passé, de nombreuses violations concernant la maintenance de ses avions. La compagnie aérienne a reçu plus de 50 avertissements de la part de la FAA au cours des 10 années précédentes, et a dû payé près de 49 000 dollars d'amendes depuis en 1984. Après l'accident du vol 406, la compagnie a volontairement déposé le bilan et cessé ses activités.